# Белоостров (станция)
Белоо́стров — узловая железнодорожная станция Октябрьской железной дороги (32 км) на участке Санкт-Петербург — Выборг между платформой Дибуны с одной стороны и платформами Солнечное (Зеленогорского направления) и Курорт (Сестрорецкого направления) с другой.

## Общие данные
Станция расположена в муниципальном округе Белоостров, который c 1998 года входит в состав Санкт-Петербурга (ранее являлся посёлком городского типа).
В 2007—2008 гг. на станции Белоостров была проведена реконструкция железнодорожных путей. Центральная островная платформа Выборгского направления, располагавшаяся слева от здания вокзала, была демонтирована и заменена на две боковые платформы, расположенные справа от вокзала.
С августа 2011 г. переход через железнодорожные пути возможен только по сооружённому в рамках реконструкции станции пешеходному мосту — для повышения безопасности при прохождении скоростных поездов Allegro. В 2015—2017 годах произведён капитальный ремонт здания вокзала.

## Вокзал

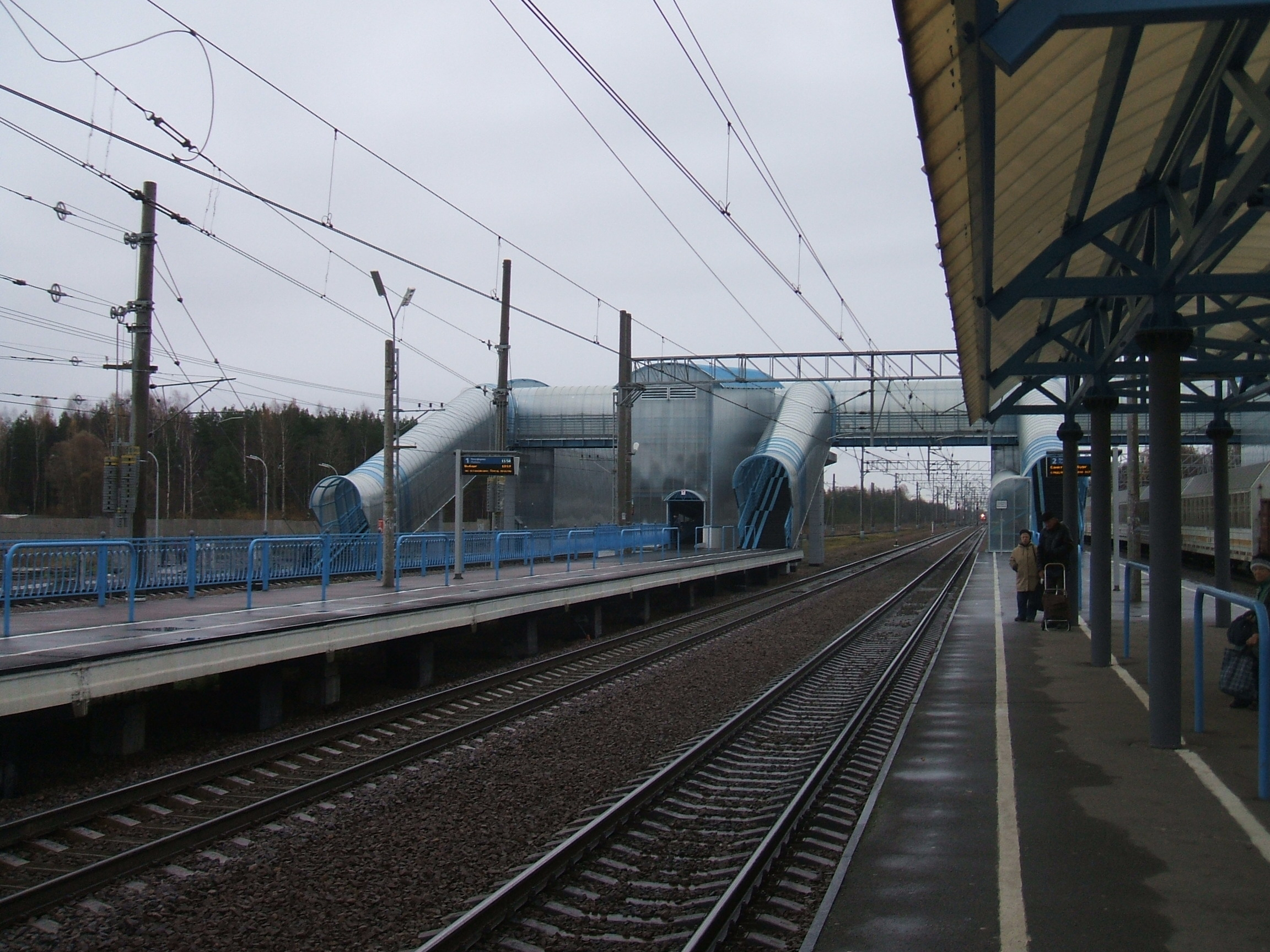
Надземный переход, 2011 год

Первоначально на станции было построено деревянное здание вокзала. С 1922 года и до Второй мировой войны станция называлась Красноостров
.
В 1934 году по проекту архитектора А. И. Воробьёва было возведено монументальное здание вокзала, которое должно было стать парадными воротами в страну победившего социализма. Угол здания был украшен большим гербом СССР, главный вход и фриз вокзала были обработаны барельефами, рисующими жизнь и развитие СССР, и его промышленности. Автором скульптур и барельефов был Н. В. Томский.
Во время Великой Отечественной войны здание вокзала было разрушено. Современное кирпичное здание вокзала было построено по типовому проекту в 1950-е годы.

## Поезда
На станции делают остановку электропоезда из Петербурга в Выборг, Рощино, Зеленогорск, Каннельярви, Кирилловское, Гаврилово, с 18 мая 2024 года — Советский. Также станция является конечной для некоторых электропоездов из Петербурга. На станции также делают остановку поезда «Москва-Петрозаводск» и «Москва-Горный парк Рускеала». Скорые пригородные поезда «Ласточка» до Выборга и пригородные поезда до Выборга через Приморск на станции не останавливаются.

## Крушение в 2001 году
13 февраля 2001 года на переезде 29 км участка Белоостров—Дибуны произошло столкновение пригородного электропоезда ЭР2-1291 сообщением Санкт-Петербург — Выборг с грузовым автомобилем «Скания». Погиб 1 пассажир электропоезда, 10 человек получили травмы.